# Championnat de Hongrie d'échecs
Le championnat d'échecs de Hongrie est organisé depuis 1906, d'abord de manière irrégulière puis chaque année depuis 1945.

## Multiples vainqueurs
9 titres
- Lajos Portisch  (en février 1958, décembre 1958, 1961, 1962, 1964, décembre 1965, 1971, 1975 et 1981)
- László Szabó (en 1935, 1937, 1939, 1946, décembre 1950, 1952, 1954, 1959 et 1967-1968)
- Zoltán Almási (en 1995, 1997, 1999, 2000, 2003, 2006, 2008, 2009 et 2019)

8 titres
- Gedeon Barcza (en 1942, 1943, 1947, février 1950, 1951, 1955, 1957 et 1966)
- Ferenc Berkes (en 2004, 2007, 2010, 2012, 2013, 2014, 2016 et 2018)

3 titres
- István Bilek (en 1963, mai 1965 et 1970)
- Zoltán Ribli (en 1973, 1974 et 1977)
- András Adorján (en 1984, 1992 et 1993)

2 titres
- Zoltán Balla (en 1906 et 1911)
- Pal Rethy (en 1933 et 1934)
- Lajos Steiner (en 1931 et 1936)
- István Csom (en 1972 et 1973)
- Gyula Sax (en 1976 et 1977)
- József Pintér (en 1978 et 1979)
- Csaba Horváth (en 1994 et 1999)

## Palmarès

### 1906 à 1943: tournoi de la fédération hongroise
| Éd. | Année | Ville          | Champion(s)                        | Deuxième(s)                           | Note(s)                                                                                  |
| --- | ----- | -------------- | ---------------------------------- | ------------------------------------- | ---------------------------------------------------------------------------------------- |
| 1   | 1906  | Győr           | Zoltán Balla                       | Zsigmond Barász (ex æquo)             | 1er tournoi national hongrois Balla bat Barasz en départage : 2,5 à 0,5                  |
| 2   | 1907  | Székesfehérvár | Leó Forgács                        | Istvan Abonyi Jeno Szkely             | Deuxième tournoi national hongrois 4e : Z. Barasz                                        |
| 3   | 1911  | Budapest       | Zoltán Balla Zsigmond Barász       |                                       | 3e championnat organisé par la nouvelle fédération hongroise                             |
| 4   | 1912  | Temesvár       | Gyula Breyer                       | Lajos Asztalos                        | 3e-4e : Zoltán Balla et Lajos Merenyi                                                    |
| 5   | 1913  | Debrecen       | Lajos Asztalos                     | Richard Réti Karoly Sterk             |                                                                                          |
| 6   | 1922  | Budapest       | Kornél Havasi                      | Janos Balogh                          |                                                                                          |
| 7   | 1924  | Győr           | Géza Nagy                          | Lajos Asztalos (3e)                   | 2e : Dawid Przepiorka (hors concours)                                                    |
| 8   | 1928  | Budapest       | Árpád Vajda                        | Kornél Havasi Endre Steiner S. Zinner |                                                                                          |
| 9   | 1931  | Budapest       | Lajos Steiner                      | Karoly Sterk                          | Également mémorial Szavay 3e : Andor Lilientha]                                          |
| 10  | 1932  | Budapest       | Géza Maróczy                       | Endre Steiner (3e)                    | 2e : Esteban Canal (hors concours) 4e-5e : A. Lilienthal et L. Steiner                   |
| 11  | 1933  | Budapest       | Pal Rethy (2e)                     | Andor Lilienthal (3e)                 | 1er : Esteban Canal (hors concours) 4e : L. Steiner 5e : Erich Eliskases (hors concours) |
| 12  | 1934  | Budapest       | Andor Lilienthal Pal Rethy (2e-3e) | Endre Steiner (4e)                    | 1er Erich Eliskases (hors concours)                                                      |
| 13  | 1935  | Tatatóváros    | László Szabó                       | Ernő Gereben                          | 3e : Albert Becker (hors concours) 4e : Lajos Steiner                                    |
| 14  | 1936  | Budapest       | Lajos Steiner (1er-2e)             | Endre Steiner (3e)                    | 1er-2e : M. Najdorf (hors concours) 4e : ; 5e : L. Szabó                                 |
| 15  | 1937  | Budapest       | László Szabó                       | Ernő Gereben Kornél Havasi            |                                                                                          |
| 16  | 1939  | Budapest       | László Szabó                       |                                       |                                                                                          |
| 17  | 1941  | Budapest       | Géza Füster                        | Gedeon Barcza Pal Rethy               |                                                                                          |
| 18  | 1942  | Budapest       | Gedeon Barcza                      | Géza Füster                           |                                                                                          |
| 19  | 1943  | Diósgyőr       | Gedeon Barcza                      | Géza Füster                           | 3e : L. Asztalos                                                                         |

### 1945 à 1992: championnats de Hongrie disputés à Budapest
De 1945 à 1984, le championnat de Hongrie était organisé à Budapest.
| Éd. | Année             | Champion                       | Deuxième(s)                                  | Note(s) |
| --- | ----------------- | ------------------------------ | -------------------------------------------- | --- |
| 1   | 1945              | Tibor Florián                  | Géza Füster                                  | |
| 2   | 1946              | László Szabó                   | Elek Bakonyi Erno Gereben                    | |
| 3   | 1947              | Gedeon Barcza                  | Pál Benkő Jozsef Szily                       | 4e-5e : Csaba Szabó et László Szabó                                                                                            |
| 4   | 1948              | Pál Benkő                      | Erno Gereben Lajos Tipary                    | |
| 5   | 1950 (janv.-fév.) | Gedeon Barcza                  | Ferenc Koberi                                | Championnat 1949 |
| 6   | 1950 (nov.-déc.)  | László Szabó                   | Gedeon Barcza                                | 3e : Pál Benkő ; 4e : Erno Gereben                                                                                             |
| 7   | 1951              | Gedeon Barcza                  | László Szabó                                 | |
| 8   | 1952              | László Szabó                   | Gedeon Barcza                                | |
| 9   | 1953              | Bela Sandor                    | Gyula Kluger                                 | 3e : Gedeon Barcza |
| 10  | 1954              | László Szabó                   | Pál Benkő                                    | 3e-4e : G. Barcza et Miklos Bely                                                                                               |
| 11  | 1955 (novembre)   | Gedeon Barcza                  | László Szabó                                 | 3e-4e : G. Szilagyi et Pál Benkő                                                                                               |
| 12  | 1957 (mars)       | Gedeon Barcza                  | Pál Benkő Istvan Bilek                       | Championnat 1956 |
| 13  | 1958 (janv.-fév.) | Lajos Portisch                 | Károly Honfi                                 | Championnat 1957-1958 3e-4e : G. Barcza et Gyozo Forintos                                                                      |
| 14  | 1958 (nov.-déc.)  | Lajos Portisch                 | Gedeon Barcza László Szabó (ex æquo)         | Portisch vainqueur après départage                                                                                             |
| 15  | 1959 (nov.-déc.)  | László Szabó                   | Lajos Portisch Gedeon Barcza (ex æquo)       | L. Szabó vainqueur après départage 2e : Barcza ; 3e ; Portisch                                                                 |
| 16  | 1961 (fév.-mars)  | Lajos Portisch                 | László Szabó (ex æquo)                       | Championnat 1960 Portisch vainqueur du match de départage (2,5 à 0,5)                                                          |
| 17  | 1962 (mai-juin)   | Lajos Portisch                 | Levente Lengyel (ex æquo)                    | Portisch vainqueur du match de départage (3,5 à 1,5)                                                                           |
| 18  | 1963 (janv.-fév.) | István Bilek                   | Laszlo Barczay Levente Lengyel               | 4e : L. Portisch 5e : János Flesch                                                                                             |
| 19  | 1964 (fév.-mars)  | Lajos Portisch                 | László Szabó                                 | 3e : L. Lengyel 4e : János Flesch                                                                                              |
| 20  | 1965 (avril-mai)  | István Bilek                   | Péter Dely Karolyi Honfi                     | Championnat 1964-1965 |
| 21  | 1965 (décembre)   | Lajos Portisch                 | Karolyi Honfi                                | 3e : L. Barczay |
| 22  | 1966 (nov.-déc.)  | Gedeon Barcza                  | Ervin Haag                                   | |
| 23  | 1967-1968         | László Szabó                   | Gedeon Barcza                                | |
| 24  | 1968-1969         | Győző Forintos                 | Lajos Portisch                               | 3e-5e : I. Bilek, P. Dely et L. Szabó                                                                                          |
| 25  | 1969 (nov.-déc.)  | Péter Dely                     | Győző Forintos                               | 3e-4e : I. Csom et G. Barcza 5e : Zoltan Ribli                                                                                 |
| 26  | 1970 (décembre)   | István Bilek                   | Istvan Polgar                                | 3e-4e : G. Kluger et Andras Adorjan                                                                                            |
| 27  | 1971              | Lajos Portisch                 | Zoltan Ribli                                 | 3e-5e : I. Bilek, A. Adorjan et B. Toth                                                                                        |
| 28  | 1972              | István Csom                    | Andras Adorjan Zoltan Rbibli                 | |
| 29  | 1973              | Zoltán Ribli (après départage) | András Adorján István Csom (ex æquo)         | Ribli vainqueur après un tournoi de départage.                                                                                 |
| 30  | 1974              | Zoltán Ribli                   | Gyula Sax                                    | 3e : Andras Adorjan |
| 31  | 1975              | Lajos Portisch                 | Zoltan Ribli                                 | Andras Adorjan Gyula Sax |
| 32  | 1976              | Gyula Sax                      | Istavan Csom                                 | 3e : László Vadász |
| 33  | 1977              | Gyula Sax, Zoltán Ribli        |                                              | 3e : Ferenc Portisch |
| 34  | 1978              | József Pintér                  | Janos Rigo                                   | |
| 35  | 1979              | József Pintér                  | Ivan Farago Laszlo Hazal Péter Lukács        | |
| 36  | 1980              | Péter Lukács                   | Tamas Horvath                                | 3e-4e : Laszlo Hazal Attila Grószpéter                                                                                         |
| 37  | 1981              | Lajos Portisch                 | Győző Forintos (ex æquo)                     | Portisch vainqueur grâce à un meilleur départage 3e : Zoltar Ribli                                                             |
| 38  | 1982              | Attila Schneider               | Tamás Horváth                                | 3e : Péter Lukács |
|     | 1983              |                                |                                              | Le championnat open est remporté par Tamas Utasi.                                                                              |
| 39  | 1984              | András Adorján                 | Lajos Portisch Attila Grószpéter Ivan Farago | Championnat fermé |
|     | 1984              |                                |                                              | Le championnat open est remporté par Tibor Karolyi (au départage).                                                             |
|     | 1985              |                                |                                              | Le championnat open de Hongrie disputé à Kecskemet est remporté par Béla Perényi.                                              |
| 40  | 1986              | Iván Faragó                    | László Hazai                                 | Championnat fermé 3e : Zsuzsa Polgar                                                                                           |
|     | 1987              |                                |                                              | Le championnat open de Hongrie est remporté par Joszef Horvath.                                                                |
|     | 1988              |                                |                                              | Le championnat open de Hongrie est remporté par Béla Perényi.                                                                  |
| 41  | 1989              | Attila Schneider               | Péter Lukács                                 | |
| 42  | 1991              | Judit Polgár                   | Gyula Sax Andras Adorjan                     | J. Polgar, championne à quinze ans, devient grand maître international 4e-5e : Joszef Horvath et Susan Polgar 6e : L. Portisch |
| 43  | 1992              | András Adorján                 | Aleksandr Tchernine                          | |

### Depuis 1993
| Éd. | Année | Ville          | Champion                 | Note(s)                                                                                   |
| --- | ----- | -------------- | ------------------------ | ----------------------------------------------------------------------------------------- |
| 44  | 1993  | Gyula          | András Adorján           |                                                                                           |
| 45  | 1994  | Budapest       | Csaba Horváth            | Championnat 1994 disputé en janvier 1995                                                  |
| 46  | 1995  | Budapest       | Zoltán Almási            |                                                                                           |
| 47  | 1996  | Budapest       | Zoltán Varga             |                                                                                           |
| 48  | 1997  | Budapest       | Zoltán Almási            |                                                                                           |
| 49  | 1998  | Budapest       | Csaba Horváth            |                                                                                           |
| 50  | 1999  | Lillafüred     | Zoltán Almási            |                                                                                           |
| 51  | 2000  | Budapest       | Zoltán Almási            |                                                                                           |
| 52  | 2002  | Balatonlelle   | Róbert Ruck              |                                                                                           |
| 53  | 2003  | Hévíz          | Zoltán Almási            | 2e-3e : Robert Ruck et Lajos Portisch                                                     |
| 54  | 2004  | Budapest       | Ferenc Berkes            |                                                                                           |
| 55  | 2005  | Kazincbarcika  | Zoltán Gyimesi           |                                                                                           |
| 56  | 2006  | Székesfehérvár | Zoltán Almási            |                                                                                           |
| 57  | 2007  | Budapest       | Ferenc Berkes            |                                                                                           |
| 58  | 2008  | Nyíregyháza    | Zoltán Almási            |                                                                                           |
| 59  | 2009  | Szeged         | Zoltán Almási            |                                                                                           |
| 60  | 2010  | Szeged         | Ferenc Berkes            | 2e : Zoltán Gyimesi                                                                       |
| 61  | 2011  | Hévíz          | Viktor Erdős             | 2e : Imre Héra                                                                            |
| 62  | 2012  | Hévíz          | Ferenc Berkes            | 2e : Tamás Bánusz                                                                         |
| 63  | 2013  | Gyula          | Ferenc Berkes            | 2e : Csaba Balogh                                                                         |
| 64  | 2014  | Zalakaros      | Ferenc Berkes (6e-11e)   | 1er : Igor KovalenkoMémorial Gyula Sax 33e Festival de Zalakaros                          |
| 65  | 2015  | Zalakaros      | Adám Horváth (2e-5e)     | 1er : Igor Kovalenko 34e Festival de Zalakaros 6e : Gábor Papp                            |
| 66  | 2016  | Zalakaros      | Ferenc Berkes (2e-6e)    | 1er : Ivan Ivanišević,35e Festival de Zalakaros Mémorial Gyula Sax Champ. open de Hongrie |
| 67  | 2017  | Zalakaros      | Richárd Rapport (1er-2e) | 1er : Aleksandr Zoubov36e Festival de Zalakaros                                           |
| 68  | 2018  | Budapest       | Ferenc Berkes            | Tournoi k.o. Finaliste : Gergely Aczel                                                    |
| 69  | 2019  | Budapest       | Zoltan Almasi            | Tournoi k.o. Finaliste : Tamas Banusz                                                     |
| 70  | 2021  | Budapest       | Péter Ács                | Tournoi toutes rondes2e : Gergely Kántor                                                  |
| 70  | 2022  | Budapest       | Péter Prohászka          | Tournoi toutes rondes                                                                     |
| 71  | 2023  | Budapest       | Gergely Antal            | Système suisse                                                                            |
| 71  | 2024  | Budapest       | Ádám Kozák               |                                                                                           |

## Palmarès du championnat de Hongrie féminin
- 1947 : Józsa Lángos
- 1949 : Józsa Lángos
- 1950 : Józsa Lángos
- 1951 : Józsa Lángos
- 1952 : Józsa Lángos
- 1953 : Jolán Krcsmarik
- 1954 : Éva Karakas
- 1955 : Erzsébet Finta
- 1956 : Éva Karakas
- 1957 : Irén Hönsch
- 1958 : Istvánné Bilek
- 1959 : Jenőné Sillye
- 1960 : Jenőné Sillye
- 1961 : Károlyné Honfi
- 1962 : Éva Karakas
- 1963 : Istvánné Bilek
- 1964 : Erzsébet Finta
- 1965 : Éva Karakas
- 1966 : Éva Karakas
- 1967 : Mária Ivánka
- 1968 : Mária Ivánka
- 1969 : Mária Ivánka
- 1970 : Mária Ivánka
- 1971 : Mária Ivánka
- 1972 : Mária Ivánka
- 1973 : Zsuzsa Verőci
- 1974 : Mária Ivánka
- 1975 : Éva Karakas
- 1976 : Éva Karakas
- 1977 : Zsuzsa Verőci
- 1978 : Mária Ivánka
- 1979 : Mária Porubszky
- 1980 : Zsuzsa Makai
- 1981 : Tünde Csonkics
- 1982 : Ilona Kurucsai
- 1983 : Zsuzsa Verőci
- 1985 : Ildikó Mádl
- 1986 : Mária Ivánka
- 1988 : Erika Sziva
- 1990 : Ildiko Madl
- 1991 : Ildiko Madl
- 1992 : Rita Atkins
- 1993 : Ildiko Madl
- 1994 : Eva Forgo
- 1995 : Nóra Medvegy
- 1996 : Mónika Grábics
- 1997 : Nikoletta Lakos
- 1999 : Nóra Medvegy
- 2000 : Anita Gara
- 2001 : Anita Gara
- 2002 : Nikoletta Lakos
- 2003 : Yelena Dembo
- 2004 : Szidónia Vajda
- 2005 : Nikoletta Lakos
- 2006 : Ticia Gara
- 2007 : Ticia Gara
- 2008 : Anna Rudolf
- 2009 : Anita Gara
- 2010 : Anna Rudolf
- 2011 : Anna Rudolf
- 2012 : Petra Papp
- 2013 : Anita Gara
- 2014 : Ildiko Madl
- 2015 : Szidónia Vajda
- 2016 : Anita Gara
- 2017 : Anita Gara
- 2018 : Bianka Havanecz
- 2019 : Ticia Gara
- 2021 : Zsuzsana Terbe
- 2022 : Zsuzsanna Terbe[10]
- 2023 : Zsóka Gaál[11]
- 2024 : Szidónia Vajda[12]

## Championnat hongrois d'échecs par correspondance
A Magyar Sakkszövetség Levelezési Bizottsága (Comité d'échecs par correspondance de la Fédération hongroise des échecs) organise des tournois de cette modalité.
Gedeon Barcza est devenu le premier champion hongrois d'échecs par correspondance en remportant le concours organisé entre 1941 et 1942.
Liste des champions :
1. Gedeon Barcza (1941-1942)
2. Jozsef Gonda (1947-1949)
3. Nandor Dalko (1951-1952)
4. Nandor Dalko (1953-1955)
5. Ervin Haag (1955-1958)
6. János Balogh (1960-1962)
7. Zsolt Mate (1963-1964)
8. Antal Spindler (1965-1966)
9. Agoston Schartner (1967-1968)
10. Istvan Szanto (1968-1969)
11. Karoly Czrenner (1970-1971)
12. Lazslo Toth (1971-1972)
13. Robert Verress (1972-1973)
14. Gabor Glatt (1973-1975)
15. Ferenc Fabri (1974-1976)
16. Ferenc Fabri (1975-1977))
17. Janos Mika (1977-1979)
18. Imre Müllner (1978-1980)
19. Mihaly Fodor (1979-1981)
20. Imre Müllner (1980-1982)
21. Robert Veress (1981-1983)
22. Ferenc Fabri (1982-1984)
23. Jozsef Mihalko (1983-1985)
24. Robert Nagy (1984-1986)
25. Bela Szabo (1985-1987)
26. Imre Müllner (1986-1988)
27. Attila Kiss (1987-1989)
28. Endre Salanki (1988-1989)
29. Istvan Blasovszky (1989-1990)
30. Istvan Gosztola (1989-1991)
31. Istvan Sinka (1990-1992)
32. Istvan Gosztola (1991-1993)
33. Istvan Gosztola (1992-1994)
34. Lazslo Varga (1993-1995)
35. Istvan Sinka (1995-1997)
36. Miklos Trager (1996-1998)
37. Istvan Sinka (1998-2000)
38. Csaba Szücs (1999-2001)
39. Janos Percze (2003-2006) [14]
40. Zsolt Farkas (2003-2005)
41. Zsolt Mago (2005-2007) [15]
42. Zsolt Mago (2005-2007)  [16]
43. Vilmos Szabo (2007-2008)  [17]